# Saint-Germain-Lespinasse
Saint-Germain-Lespinasse és un municipi francès situat al departament del Loira i a la regió d'Alvèrnia-Roine-Alps. L'any 2007 tenia 1.152 habitants.

## Demografia

### Població
El 2007 la població de fet de Saint-Germain-Lespinasse era de 1.152 persones. Hi havia 482 famílies de les quals 139 eren unipersonals (37 homes vivint sols i 102 dones vivint soles), 159 parelles sense fills, 155 parelles amb fills i 29 famílies monoparentals amb fills.
La població ha evolucionat segons el següent gràfic:
Habitants censats

### Habitatges
El 2007 hi havia 523 habitatges, 488 eren l'habitatge principal de la família, 11 eren segones residències i 24 estaven desocupats. 429 eren cases i 93 eren apartaments. Dels 488 habitatges principals, 341 estaven ocupats pels seus propietaris, 137 estaven llogats i ocupats pels llogaters i 10 estaven cedits a títol gratuït; 4 tenien una cambra, 35 en tenien dues, 65 en tenien tres, 130 en tenien quatre i 254 en tenien cinc o més. 360 habitatges disposaven pel capbaix d'una plaça de pàrquing. A 207 habitatges hi havia un automòbil i a 220 n'hi havia dos o més.

### Piràmide de població
La piràmide de població per edats i sexe el 2009 era:
| Homes | Edats   | Dones |
| ----- | ------- | ----- |
| 0     | 95 o +  | 0     |
| 0     | 90 a 94 | 4     |
| 4     | 85 a 89 | 8     |
| 0     | 80 a 84 | 8     |
| 12    | 75 a 79 | 32    |
| 36    | 70 a 74 | 32    |
| 32    | 65 a 69 | 28    |
| 32    | 60 a 64 | 28    |
| 24    | 55 a 59 | 36    |
| 28    | 50 a 54 | 40    |
| 36    | 45 a 49 | 32    |
| 16    | 40 a 44 | 16    |
| 48    | 35 a 39 | 44    |
| 56    | 30 a 34 | 44    |
| 36    | 25 a 29 | 56    |
| 20    | 20 a 24 | 24    |
| 12    | 15 a 19 | 32    |
| 44    | 10 a 14 | 32    |
| 28    | 5 a 9   | 56    |
| 44    | 0 a 4   | 24    |

## Economia
El 2007 la població en edat de treballar era de 699 persones, 508 eren actives i 191 eren inactives. De les 508 persones actives 461 estaven ocupades (256 homes i 205 dones) i 47 estaven aturades (24 homes i 23 dones). De les 191 persones inactives 82 estaven jubilades, 41 estaven estudiant i 68 estaven classificades com a «altres inactius».

### Ingressos
El 2009 a Saint-Germain-Lespinasse hi havia 480 unitats fiscals que integraven 1.202 persones, la mediana anual d'ingressos fiscals per persona era de 16.280,5 €.

### Activitats econòmiques
Dels 67 establiments que hi havia el 2007, 3 eren d'empreses alimentàries, 1 d'una empresa de fabricació de material elèctric, 1 d'una empresa de fabricació d'elements pel transport, 1 d'una empresa de fabricació d'altres productes industrials, 15 d'empreses de construcció, 13 d'empreses de comerç i reparació d'automòbils, 5 d'empreses de transport, 3 d'empreses d'hostatgeria i restauració, 1 d'una empresa d'informació i comunicació, 3 d'empreses financeres, 2 d'empreses immobiliàries, 7 d'empreses de serveis, 6 d'entitats de l'administració pública i 6 d'empreses classificades com a «altres activitats de serveis».
Dels 27 establiments de servei als particulars que hi havia el 2009, 1 era una oficina de correu, 2 oficines bancàries, 2 tallers de reparació d'automòbils i de material agrícola, 3 paletes, 4 guixaires pintors, 2 fusteries, 3 lampisteries, 3 perruqueries, 2 veterinaris, 3 restaurants, 1 agència immobiliària i 1 saló de bellesa.
Dels 7 establiments comercials que hi havia el 2009, 1 era una botiga de menys de 120 m², 2 fleques, 1 una carnisseria, 1 una llibreria, 1 una botiga d'electrodomèstics i 1 una floristeria.
L'any 2000 a Saint-Germain-Lespinasse hi havia 33 explotacions agrícoles que ocupaven un total de 1.278 hectàrees.

## Equipaments sanitaris i escolars
L'únic equipament sanitari que hi havia el 2009 era una farmàcia.
El 2009 hi havia 3 escoles elementals.

## Poblacions més properes
El següent diagrama mostra les poblacions més properes.